# Dózsa Dániel
Makfalvai és uzapaniti Dózsa Dániel (Makfalva, 1821. január 30. – Búzásbesenyő, 1889. szeptember 25.)  királyi kúriai bíró, költő.

## Élete
Dózsa Dániel földbirtokos és Jármy Karolina fia volt. Apja 1832-ben meghalt, ezért három testvérével özvegy anyja gondjaira maradt. Bátyja Lajos mint nemzetőri őrnagy a szabadságharc áldozata lett; nővére Sarolta, Szabó Ferenc özvegye, műveivel az irodalomba is bevitte nevét.
Tanulmányait a marosvásárhelyi református főiskolában végezte; 1839-ben az ottani királyi táblai írnokok közé vették föl. 1841-ben az ifjúság sorában jelen volt a kolozsvári országgyűlésen. 1844-ben ügyvédi oklevelet nyert, melyet azonban soha igénybe nem vett, mert anyai rokona, hilibi Gál József őt a hivatali pályára ösztönözte, s mint marosszéki tiszteletbeli jegyző és táblabíró részt vett a törvényszéken; később Marosszék aljegyzője, majd főjegyzője és a szabadságharc alatt a szék kormányzatát kezelő rendőrségi törvényszék elnöke lett. 1849-ben a magyar belügyminisztériumhoz titkárnak nevezték ki.
A Szilágyi Sándor által szerkesztett Szegedi Hirlapban közölt felszólalása nagy figyelmet keltett és alapjául szolgált a Szegeden tartott országgyűlésen való felszólalásnak, hogy Kossuth Lajos az ország politikai vezetését magának megtartva, a katonai ügyekben tetesse diktátorrá Görgei Artúrt. A világosi fegyverletétel után anyai rokonához, Jármy Imréhez vonult Szabolcs megyébe. 1850 tavaszán, a politikai üldöztetés enyhültével, visszatért Makfalvára és mezei gazdálkodással, emellett pedig az irodalommal is foglalkozott.
1859-ben Mikó Imre gróf sürgetésére átvette a Kolozsvári Közlöny szerkesztését. 1860-ban Marosszék alkirálybírójává választották; de az alkotmányos kísérlet nem sikerült és ő újra visszatért a lap szerkesztéséhez. 1863-ban Marosszék részéről a szebeni törvénytelen országgyűlésre képviselőnek megválasztatott, hova azonban a magyarok nem jelentek meg. 1866-ban a kolozsvári, 1867-ben a pesti országgyűlésen mint Marosvásárhely képviselője s a Deák-politika határozott jellemű bajnoka szerepelt. 1868-ban a Marosvásárhelyi királyi ítélőtábla első osztályú bírójává, 1872-ben a magyar királyi kúria rendes bírájává nevezték ki.
"Melegen, hazafiasan érző szivére, erős, nagy gondolatokkal telt agyára Besenyőn tegnap délután ráborult a halál éjszakája. Fáradt, beteg ember volt. Hónapok óta szenved. A télen egyszer az a hire jött, hogy napjai is alig vannak. Azóta leköltözött Budapestről arra a sugaras, szép vidékre, hol gyermek- s ifjúkorát töltötte boldogan — s vívódott a győzhetetlen halállal. Pihen már. A  tusakodásnak  vége. Nekünk  fájdalom,  neki  megkönnyebbülés." (Kolozsvár, 1889. szept. 26.)

## Társasági tagság
- Kemény Zsigmond Társaság

## Írásai
Első költeményei „Titkok" és „A rab" címmel a Szentiványi Miklós által 1840-ben kiadott Reményben jelentek meg; 1841-től a Regélőben, Regélő Pesti Divatlapban, a Kolozsvári Vasárnapi Újságban, Athenaeumban, Kis Követben (1847.). Honderűben, Életképekben, Hölgyfutárban (1850–53., 1859.), Hetilapban (1853–54.), Délibábban (1853.), Vasárnapi Ujságban (1858.), Napkeletben (1858–1862.), Nefelejtsben (1859.), Nővilágban (1859.), Kalauzban (1859.), Szigeti Albumban (1860.), Erdélyi Hiradóban, Pesti Naplóban, Magyar Sajtóban (1855. 121., 123., 124. sz., Erdélyi tudományos egylet, 138. sz., Vörösmarty Mihály emlékéről, 1856. 90., 91. sz., Mi a hírlap napjainkban, 99., 100. sz., Őrültek háza, 270. sz. dr. Engel József magyar nyelvészetéről, 188., 189., 191., 194. sz. Történelmi kincseink érdekében, 199., 203., 207., 212., 214. sz. Erdély kereskedelmi viszonya, 257. sz. Az Oláh szó etymologiai fejtegetése, 291., 292. sz. Kormányintézvények és rendeletek a községekhez, 1857. 4., 5., 11. sz. A nyilatkozat joga és tere, 29., 31., 34., 36., 41. sz. Arany és ezüst Erdélyben, 46., 49., 50. sz. Erdély irodalma körül, 78., 81., 84., 86. sz. A műipar szövetkezése a nyerstermeléssel sat.), Kolozsvári Közlöny és Erdély Képekben c. folyóiratokban, Budapesti Naptárban (1860.), Világ Tükrében (1867. A Székelyföldről) sűrűn közölte költeményeit és beszélyeit. Mint publicista író az Erdélyi Híradóban lépett föl már a 40-es évek elején; legelső cikkében Erdély és Magyarország uniójának 1790-ben elejtett fonalát ragadta föl, a mivel a conservativ Múlt és Jelen című lap heves polémiáját idézte elő. Hatályosabb publicistai szereplése 1848-iki júliustól októberig volt, midőn a Kővárytól szerkesztett Ellenőr cz. kolozsvári lap vezetését rövid időre átvette s a lap nemcsak Erdélyben vált népszerűvé, de a pesti lapok is közölték vezércikkeit. 1849-ben a Közlönynek volt munkatársa s e lapban, valamint a Pesti Hírlapban és a Szegedi Hírlapban is több vezércikke jelent meg. Az 50-es évek elején a Magyar Hírlapba irt a Székely nemzetről (1851. 607., 608. 1852. 657., 659–665. sz.), a Pesti Naplónak rendes munkatársa lett; nemzetgazdasági cikkeket és havonként öt-hat vezércikket irt a lapba 1859-ig, azután pedig: 1866. 116–188., 123., 125., 127. sz. Vélemény az erdélyi részek assimilatiójáról, 1867. 35., 36. sz. A közös ügyek genesise, 1868. 21. sz. Az erdélyi só kérdésében; irt még később az Ellenőrbe s Nemzetbe. A jogi irodalommal már előbb is foglalkozott, cikkei a Tóth Lőrinc által szerkesztett Jogtudományi és Törvénykezési Tárban (1855–56.), a 70-es években a jogász-egylet Évkönyvében és a Büntető Jog Tárában jelentek meg. Politikai cikkeket irt még 1883-ban az újra felelevenített Kolozsvári Közlönybe és Ocsvay Ferencz életrajzát írta a Nemzetbe (1887. 322. sz.)

## Munkái
- Székely harczi dal. Makfalva, 1848. máj. 25. (Külön lapon.)
- Zandirhám. Székel hősköltemény a kilenczedik századból. Kolozsvár, 1858. (Ism. Szépirodalmi Közlöny.) Online
- Dózsa Dániel versei. Első kötet. Uo. 1859. Online
- Kornizs Ilona. Történeti regény. Pest, 1859. Öt kötet. (2. kiadás. Uo. 1868.)
- Boronkay Margit. Történeti regény. Kolozsvár, 1860. (Ism. Nefelejts.)
- A kisértő. Regény. Marmier X. után francziából. Uo. 1860. Online
- Oláh Judith. Történeti regény. Uo. 1862. Online
- Az éjszaki fény. Társadalmi regény. Uo. 1863.
- Csatározás a daco-roman törekvések ellen. (Vonatkozva Harianu Papiu "Erdély függetlensége" czimü röpiratára.) Uo. 1863. Online
- Egy nézet a megyegyűlés ujabb szerkezetéről. Uo. 1867.

Szerkesztette az Ellenőr c. politikai lapot 1848. júl. 23-tól nov. 14-ig és a Kolozsvári Közlönyt 1859. febr. 24-től 1868. júl. 9-ig.
Álneve s jegyei: Falusi diplomata, (X.), (D.), a Kolozsvári Közlönyben, (XX.) a pesti Ellenőrben, Nemzetben és a Büntető Jog Tárában.